# 埃爾克特薩爾
14°46′0″N 91°49′0″W / 14.76667°N 91.81667°W
埃爾克特薩爾（西班牙語：El Quetzal），是危地馬拉的城鎮，位於該國西南部，由聖馬科斯省負責管轄，面積88平方公里，海拔高度839米，2002年人口18,979，人口密度每平方公里215.67人。